# 韋岳子
韋岳子（?—?），又作韦岳，唐朝雍州万年（今陕西西安南）人，韋弘機的孙子。
武则天时，韋岳子担任汝州司马，以干练著称。随武则天西巡长安，拜为尚舍奉御，从驾还神都洛阳，拜为太原尹。因为不习武事，固辞边关之任，忤旨，贬为宋州长史，历海州、虢州二州刺史，所在都有好名声。唐睿宗时，入朝为殿中少监，因为和窦怀贞交好，贬为渠州别驾。后来升任陕州刺史，去世。